# Clipdas

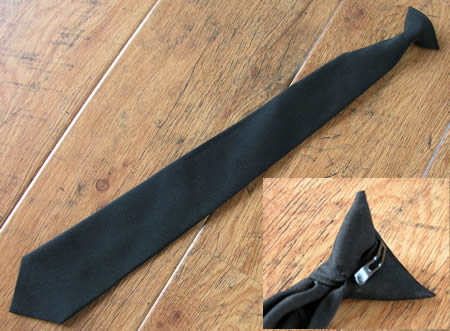
Clipdas

Een clipdas is een kledingstuk dat eruitziet als een stropdas, maar niet om de hals geknoopt wordt. In plaats daarvan wordt de clipdas met behulp van een clip aan het boord van het overhemd bevestigd. Zodra men aan de clipdas trekt, laat de clip los.
Clipdassen worden gebruikt door conducteurs, beveiligingsfunctionarissen en andere beroepsbeoefenaars die vaak in aanraking komen met geweld. Een clipdas voorkomt dat iemand aan zijn das kan worden meegetrokken of zelfs gewurgd.